# Incisão
A incisão é geralmente realizada por um médico cirurgião, seu objetivo é permitir o acesso a área a ser operada. Usam-se lâminas 1, 2, 3. 4, e assim em diante, dependendo da região a ser operada. É também conhecida como Cesura, ultrapassa, sem danificar os tecidos, a derme, epiderme, e hipoderme da pele.